# Puja

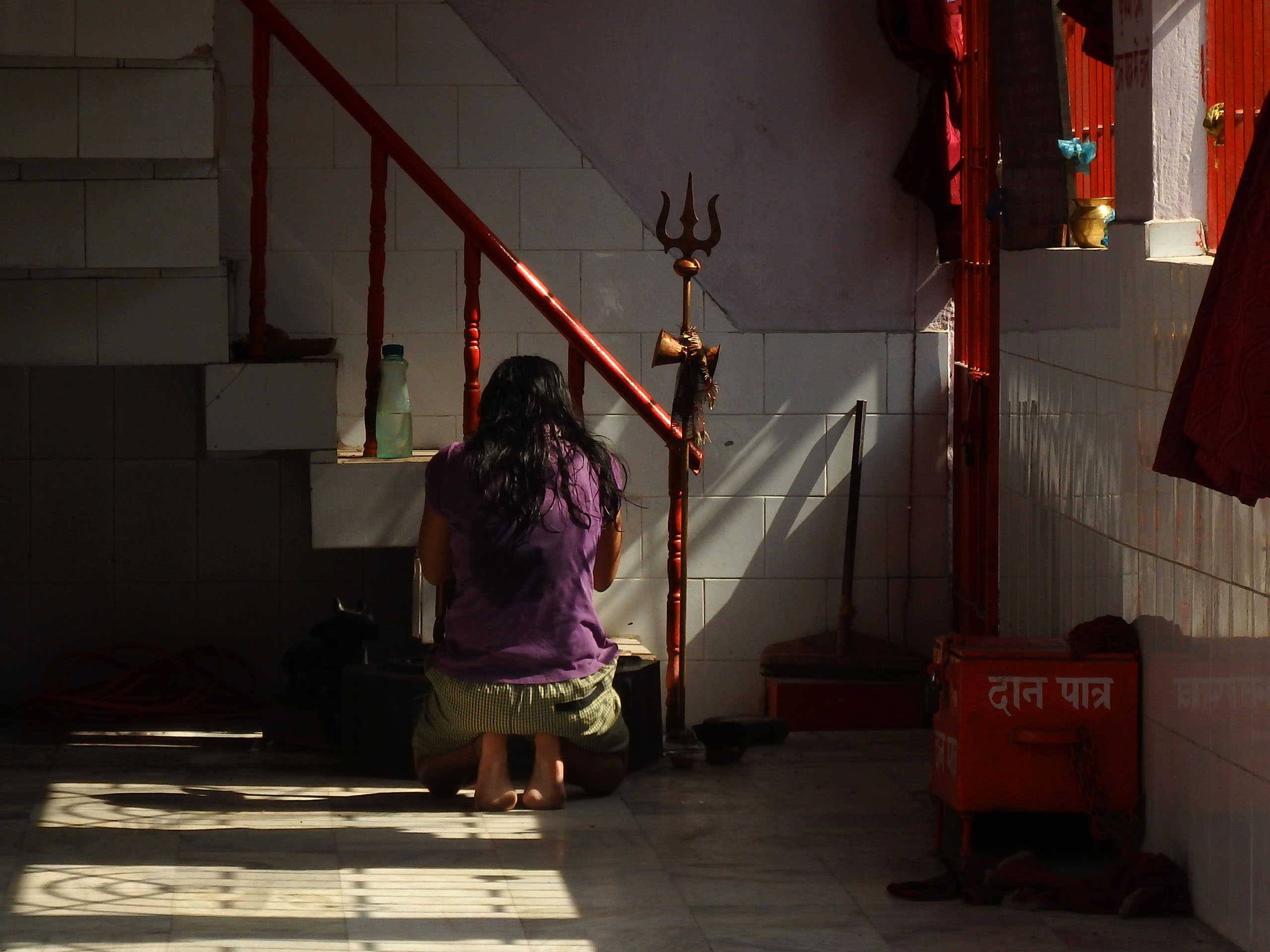
Een jonge vrouw voert puja uit voor een klein huisaltaar gewijd aan de god Shiva, die gesymboliseerd wordt door een drietand naast het altaar.

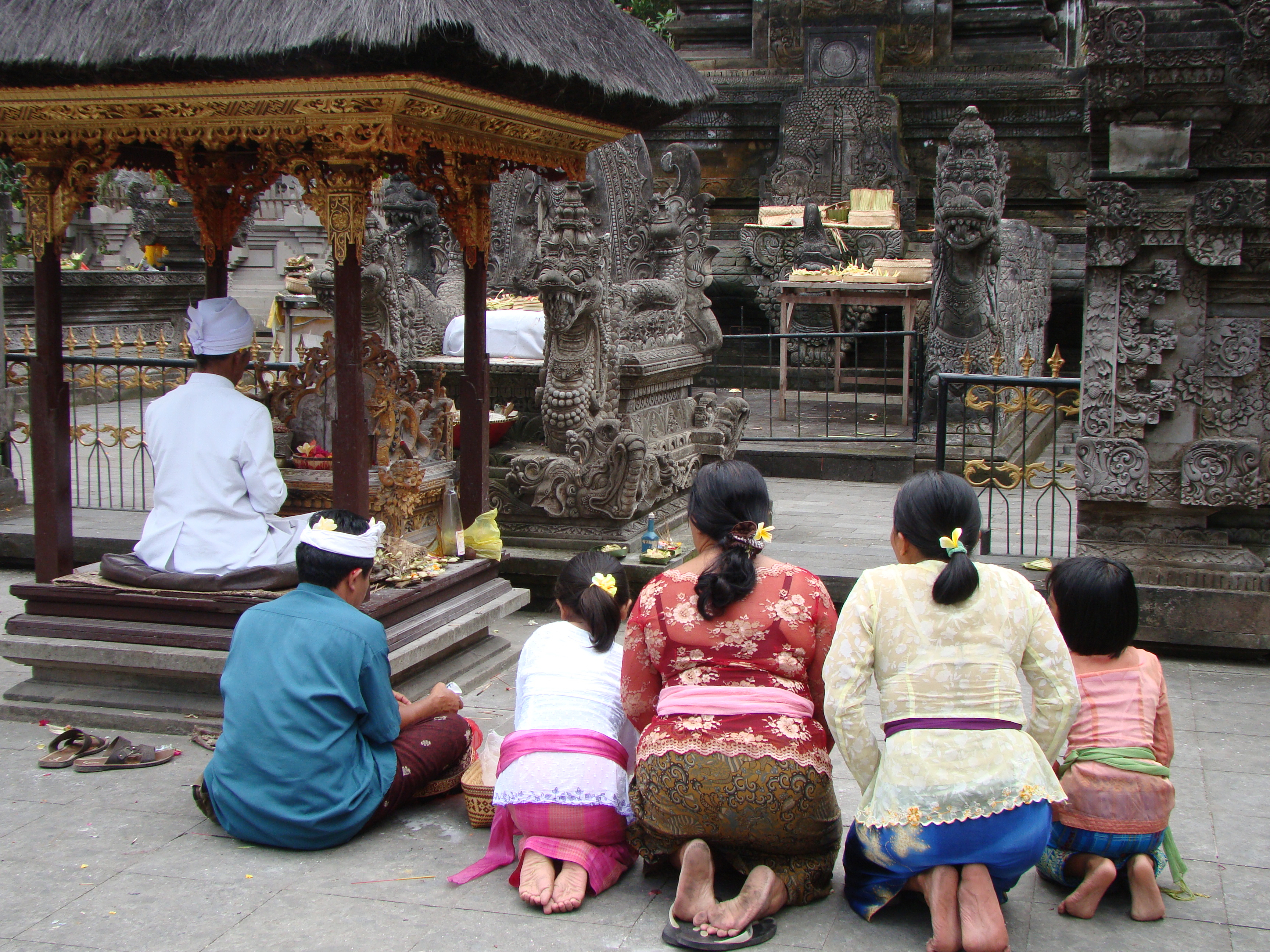
Een familiepuja tijdens een crematieceremonie in een hindoetempel op Bali, Indonesië

Puja (Sanskriet: pūjā; devanagari: पूजा, pūjā) is een ritueel waarmee hindoes een godheid vereren. Puja is een persoonlijke handeling waarbij de gelovige zonder tussenkomst van derden zijn of haar devotie ("bhakti") voor een godheid toont. Het ritueel kan zowel in een tempel (mandir) als voor een klein huisaltaar plaatsvinden. Het kan ook in een groep, bijvoorbeeld een familie, uitgevoerd worden, maar is altijd sterk gericht op de persoonlijke band tussen de gelovige en de godheid. Hoewel de hindoeïstische heilige geschriften een beperkt aantal vormen van puja ("upachara's") beschrijven zijn er in de praktijk veel regionale verschillen in hoe het ritueel uitgevoerd wordt.
De godheid wordt meestal gerepresenteerd door een gewijd cultusbeeld ("murti"), of bijvoorbeeld in het geval van de god Shiva door een lingam. Puja begint met darshan, oogcontact tussen de gelovige en het cultusbeeld dat de godheid representeert. De gelovige biedt de godheid offergiften (bloemen, wierook, voedsel, enz.) aan en neemt in ruil van de godheid prasad aan. Prasad is gewoonlijk een kleine hoeveelheid ingezegend voedsel of drank die in hindoeïstische tempels bij het cultusbeeld ter beschikking staat.
Belangrijk bij puja is het begrip puurheid of reinheid, zowel van de gelovige, van de plek van het ritueel, als van de objecten die erbij gebruikt worden. Een altaar of tempel dient ritueel gereinigd te zijn voordat er puja kan plaatsvinden. In sommige gevallen bezitten hindoetempels een binnenste heiligdom ("garbha griha") waar alleen priesters (meestal brahmanen) mogen komen. Brahmanen kunnen ook als intermediair dienen tijdens puja, bijvoorbeeld door de prasad uit te delen.